# Nihon kōki
Nihon kōki (日本後紀) é um livro de história do Japão escrito em 843.
Esta obra é a terceira do Rikkokushi ("Seis Histórias Nacionais"). Foi escrita após o Nihon Shoki e o Shoku Nihongi.
Fujiwara no Otsugu, Fujiwara no Yoshino, Fujiwara no Yoshifusa, Minamoto no Tokiwa, Asa no Katori e Yamada no Furutsugu foram os editores principais.
Nihon Kōki é a principal fonte histórica de informações sobre o período Nara e o período Heian do Japão.
O trabalho abrange o período de 135 anos desde o início do reinado do imperador Mommu em 697 até ao nono ano do reinado do imperador Juna.